# Shigeru Morioka
Shigeru Morioka (森岡茂?, Morioka Shigeru; Ōzu, 12 agosto 1973) è un allenatore di calcio ed ex calciatore giapponese, di ruolo centrocampista.

## Carriera

### Calciatore

#### Club
Formatosi nella rappresentativa calcistica del Yawata Technical High School, inizia la carriera agonistica nel Gamba Osaka, società che lascerà nel 1999 per giocare nel Kyoto Purple Sanga. Nel 2000 passa al Vissel Kobe, società che lascerà nel 2002 per tornare a giocare nel Gamba Osaka. Nel 2006 passa al Banditonce Kakogawa, ove resterà due anni per giocare nel FC Osaka, società ove chiuderà la carriera agonistica.

#### Nazionale
Ha indossato la maglia della nazionale di calcio del Giappone in una occasione. 

### Allenatore
Dal 2009 è allenatore del FC Osaka.

## Palmarès

### Giocatore

#### Competizioni nazionali
- Campionato giapponese: 1

Gamba Osaka: 2005